# New Jersey
New Jersey este al patrulea stat din Statele Unite ale Americii în ordinea inversă a mărimii și în același timp statul cu cea mai mare densitate de locuitori din America.  Este abreviat NJ în cadrul sistemului poștal american și uzual N.J..  Statul a fost numit după insula Jersey din Canalul Mânecii.  Numele de alint oficial al statului este "Garden State" (în română, "Statul Grădină").  New Jersey face parte din cele treisprezece state originare ale Uniunii, dar poate fi considerat al treilea în ordinea admiterii întrucât a fost al treilea care a ratificat Constituția SUA la 18 decembrie 1787. 
New Jersey este considerat ca făcând parte din regiunea Atlanticului Mijlociu din Statele Unite. Se învecinează la nord cu statul New York, la est cu Oceanul Atlantic, la sud cu statul Delaware, și la vest cu statul Pennsylvania. Anumite părți din New Jersey sunt incluse în zone metropolitane ale New York-ului, Philadelphiei și Delaware Valley. Locul cu cea mai mare altitidine din New Jersey este High Point cu 550 m. 
Locuit de către nativii americani de 11 000 - 50 000 de ani, New Jersey a fost locul unde s-au stabilit mai apoi emigranți suedezi și olandezi.  Britanicii au preluat controlul asupra regiunii New Jersey, conducerea fiind încredințată sir-ului George Carteret și lord-ului John Berkeley. New Jersey a fost un loc important în timpul Revoluției Americane, numeroase bătălii decisive dându-se aici. Orașe precum Paterson, New Jersey au ajutat la înfăptuirea Revoluției Industriale din secolul nouăsprezece. În secolul douăzeci, economia din New Jersey a prosperat în anii 1920, dar a decăzut în anii 1930 odată cu marea criză economică.

## Geografie
New Jersey este mărginit la nord si nord-est de New York, la est de oceanul Atlantic, la sud de Delaware și la vest de Pennsylvania. Granița vestică a statului New Jersey este în mare măsură formată de râul Delaware.
New Jersey este în mare împărțit în trei regiuni geografice: Jersey-ul de nord, Jersey-ul central și Jersey-ul de Sud. Jersey de nord se află în sfera de influență a New York-ului, cu mulți locuitori care fac naveta zilnic pentru a merge acolo la serviciu. Jersey central este în mare o zonă suburbană. Jersey-ul de sud se află în sfera de influență a orașului Philadelphia. Aceste definiții sunt generice, și delimitările sunt deseori contestate. Anumite persoane chiar pun la îndoială existența Jersey-ului central, dar cei mai mulți consideră ca este o regiune diferită din punct de vedere geografic si cultural față de nord și sud.

## Istorie
New Jersey era cândva locuit de Lenape, un trib de americani nativi. Olandezii s-au stabilit în New Jersey la începuturile anilor 1630, care au format o așezare pe locul unde acum se află Jersey City. La acea vreme, o mare parte din ceea ce azi este New Jersey era pretins ca făcând parte din colonia olandeză New Netherland, care mai includea și părți din statul New York și având capitala la New Amsterdam, acum cunoscut sub numele de New York City. O parte din teritoriul de sud-vest al New Jersey-ului era populat de suedezi pe la jumătatea anilor 1600 ca făcând parte din colonia suedeză New Sweden, care includea la rândul ei părți din statul  Delaware și sud-est-ul statului Pennsylvania. Aceste teritorii suedeze au fost cedate de către olandezi sub conducerea lui Peter Stuyvesant în 1654 și încorporate în New Netherland.

### Era colonială
Întreaga regiune a devenit teritoriu britanic în 1664 când flota  britanică aflată sub comanda colonelului Richard Nicolls a ancorat în ceea ce astăzi este New York Harbor și au cucerit colonia. Au întâmpinat o rezistență minimă. 
În timpul Războiului Civil Britanic insula Jersey din Canalul Mânecii a rămas loială Coroanei Britanice și i-a oferit adăpost regelui. În Royal Square din St. Helier Charles II al Angliei a fost proclamat rege al Anglei în 1649, după execuția tatălui său, Charles I al Angliei. Teritoriile nord-americane au fost împărțite de către Charles II al Angliei, care i-a dat fratelui său, ducele de York (mai târziu James II al Angliei) regiunea dintre New England și Maryland cu titlul de colonie privată (și nu colonie regală). James a încredințat teritoriul dintre râul Hudson și râul Delaware (teritoriu ce va deveni mai apoi New Jersey) celor doi prieteni loiali în timpul Războiului Civil Britanic: George Carteret și John Berkeley.  
În 18 martie 1673, Berkeley a vândut jumătatea sa din New Jersey către organizația religioasă Quaker din Anglia. New Jersey a fost  guvernată ca două provincii distincte, Jersey-ul de vest și Jersey-ul de est, timp de 28 de ani între, 1674 și 1702. În 1702, cele două provincii au fost unite sub un guvernator mai degraba regal, decât privat.

### Era Războiului Revoluționar
New Jersey a fost una dintre cele treisprezece colonii care s-au revoltat împotriva dominației britanice din Revoluția Americană. În timpul Războiului Revoluției Americane, armatele britanice și ameicane au traversat New Jersey de nenumărate ori și numeroase lupte cruciale s-au purtat în acest stat. Din această cauză, New Jersey este de multe ori numit "Intersecția Revoluției."
Constituția statului New Jersey din 1776   oferea drept de vot "tuturor locuitorilor acestei colonii, maturi, și care aveu o avere de cel puțin cincizeci de lire ale proclamației". Asta îi inculdea pe negri, pe renegați și pe văduve (femeile căsătorite nu aveau dreptul să dețină proprietăți). Se susține că aceasta a fost o scăpare: britanicii erau în Staten Island când constituția a fost proclamată, care se declara temporară și lipsită de orice valoare dacă se încheia de un tratat de reconciliere cu Marea Britanie.
În ziua de Crăciun 1776, armata continentală sub conducerea lui George Washington a traversat  râul Delaware și a provocat pe nepregătite trupele hessiene în bătălia de la  Trenton. Peste proximativ  o săptămână de la victoria de la Trenton, în 3 ianuarie 1777, forțele americane au obținut o victorie importantă oprind bombardamentele lui Cornwallis în cea de-a doua bătălie de la Trenton. Reușind să evite trupele lui Cornwallis, Washington a dat un atac surprinzător la Princeton, înfrângând garnizoana britanică de acolo.
Mai apoi, forțele americane conduse de George Washington s-au alăturat forțelor generalului Henry Clinton în bătălia de la  Monmouth, ducând la confuzie. Washington a încercat să ia coloanele britanice prin surpindere; apoi armatele britanice au încercat să îi flancheze pe americani care s-au retras în dezordine. Ierarhia militară a fost mai apoi reorganizată.
În vara din 1783, Congresul Continental s-a întâlnit în sala Nassau Hall din Universitatea Princeton, făcând Princeton-ul capitala națiunii pentru patru luni. Aici a luat la cunoștință Congresul Continental despre semnarea tratatului de la Paris din 1783 care a pus capăt războiului. În 20 noiembrie 1789, New Jersey a devenit primul stat din  nou-formata uniune care a semnat Bill of Rights.

### Secolul nouăsprezece
În 15 februarie 1804, New Jersey a devenit ultimul stat nordist care desființa sclavia prin adoptarea de legi care au abolit încet sclavia.  Totuși, la începerea  Războiului Civil, încă mai existau afro-americani în New Jersey care nu erau încă oameni liberi. Inițial New Jersey refuzase ratificarea amendamentelor constituționale care interzieau sclavia și care garantau drepturi populației de culoare.
Spre deosebire de războiul revoluției, nici o bătălie din Războiul civil american nu s-a purtat în statul New Jersey. Totuși, în timpul războilui civil america , mai mult de 80 000 de voluntari s-au înrolat în armata Nordului pentru a-i înfrânge pe rebelii sudiști. În total, soldații din New Jersey au format 4 regimente de miliție, 33 regimente de infanterie, 3 regimente de cavalerie și 5 baterii de artilerie. 
New Jersey a fost unul dintre puținele state care să îl respingă pe președintele Abraham Lincoln de două ori în cadrul alegerilor naționale. Înclinau mai mult către Stephen Douglas și George B. McClellan în timpul campaniilor acestora. George McClellan a devenit mai apoi guvernator al statului. În timpul războilui statul a fost condus de către primul guvernator republican Charles Smith Olden și mai apoi de către guvernatorul democratic Joel Parker.
În 1844, cea de-a doua constituție a statului New Jersey a fost ratificată și pusă în aplicare. Această nouă consituție nu restrângea drepturile de sufragiu pentru femei și negrii. Acest drept fusese garantat acestor grupuri de către constituția statală originală.
În cadrul Revoluției industriale, orașe precum Paterson au crescut și au înflorit. În trecut, economia se baza în mare parte pe agricultură, care era problematică din cauza recoltelor slabe și solului nepotrivit. Acest lucru a dus la o schimbare către o economie industrializată, precum textile și mătase. Inventatorul  Thomas Edison a devenit de asemenea o figură importantă a revoluției indutriale, fiindu-i atribuite 1,093 patente. Transporturile s-au îmbunătățit considerabil prin introducerea trenurilor și vaselor cu aburi.

### Secolul douăzeci
În ambele războaie mondiale, New Jersey a fost un centru pentru producția de război, în mod deosebit pentru construcțiile navale. Navele de război, de transport și distrugătoarele toate au fost construite în acest stat. In plus, Camp Kilmer, Fort Dix și Camp Merritt au fost făcute pentru a-i ajuta pe soldații americani în ambele războaie mondiale. New Jersey a devenit de asemenea locația principală de apărare pentru apărare în timpul Războiului Rece. Paisprezece stații pentru rachete au fost construite, pentru a apărara New York City și Philadelphia, Pennsylvania. 
New Jersey a devenit un stat prosper în timpul deceniului douăzeci, dar a decăzut în timpul Marii Crize. Licențe de cerșit le erau oferite celor care nu aveau un loc de muncă de către guvernul statal pentru a-i ajuta pe cei care nu mai puteau fi susținuți de către fondurile statale epuizate. În această perioadă, zeppelinul Hindenburg a luat foc deasupra Lakehurst-ului.
În anii 1960, cateva revolte rasiste au apărut în New Jersey, prima izbucnind în Jersey City la 2 august 1964. Alte cateva revolte au izbucnit în 1967.

## Date demografice

### Populația statului
Populația totală a statului în 2010: 8,791,894
Conform biroului de statistică al Statelor Unite ale Americii, în 2005, New Jersey avea o populație esitmată la  8 717 925, care reprezintă o creștere cu 32 759, sau 0.4%, față de anul precedent și o creștere de 303 578, sau 3.6%, de la începutul anului 2000.  Acesta include sporul natural de la ultimul referendum de 220 220 oameni (obținut din diferența dintre cele 604 110 nașteri și cele 383 890 decese) dar și din migrație, cu 95 293 oameni care au venit în acest stat. Imigrația din afara Statelor Unite a dus la o creștere netă cu 290 194 indivizi, iar migrația interstatală a produs o pierdere de 194 901 indivizi. Aproximativ 1.6 miloane de oameni născuți în alte țări în acest stat (reprezentând aproximativ 19.2% din populația statului).
New Jersey este al zecelea stat din punct de vedere al numărului de persoane, dar este primul în raport cu densitatea de populație. Este de asemenea cel de-al doilea stat din punct de vedere al bogăției din Statele Unite, după Connecticut.

### Rasă și etnicitate
Structura rasială în conformitate cu recensământul din 2010:
- 68.6% Albi (6,029,248)
- 13.7% Negri (1,204,826)
- 0.3% Americani Nativi (3,043)
- 8.3% Asiatici (725,726)
- 0.0% Hawaieni Nativi sau locuitori ai Insulelor Pacificului (1,428)
- 2.7% Două sau mai multe rase (240,303)
- 6.4% Altă rasă (559,722)
- 17.7% Hispanici sau Latino (de orice rasă) (1,555,144)

New Jersey este pe locul 15 după procentul de minorități dintre toate statele americane. Are de asemenea cea de-a doua comunitate evreiască ca procent (după New York) și ce-a de-a doua ca procent comunitate musulmană (după Michigan), și, în plus, cea de-a treia ca procent comunitate italiană, precum și o importantă comunitate luat procental de negri, hispanici, arabi și asiatici. Toate aceste lucruri fac din New Jersey unul dintre cele mai religioase și mai diversificate din punct de vedere etnic state din SUA.

Cele mai mari grupuri tradiționale din New Jersey sunt: italieni (17.9%), irlandezi (15.9%), Afro-americani (13.6%), germani (12.6%), polonezi (6.9%).
Newark și Camden sunt două dintre cele mai sărace orașe din America, dar per total, New Jersey are cel mai mare venit mediu din întreaga țară, precum și cel de-al doila loc în clasificarea după venitul pe cap de locuitor după Connecticut. Acest lucru se datorează în mare parte faptului că New Jersey adăpostește suburbiile care înconjoară prosperele orașe New York City și Philadelphia. New Jersey este de asemenea cel mai dens populat stat din Statele Unite, și primul, și în același timp singurul, care are toate cele 21 ținuturi într-o stare „urbană” și nu rurală.

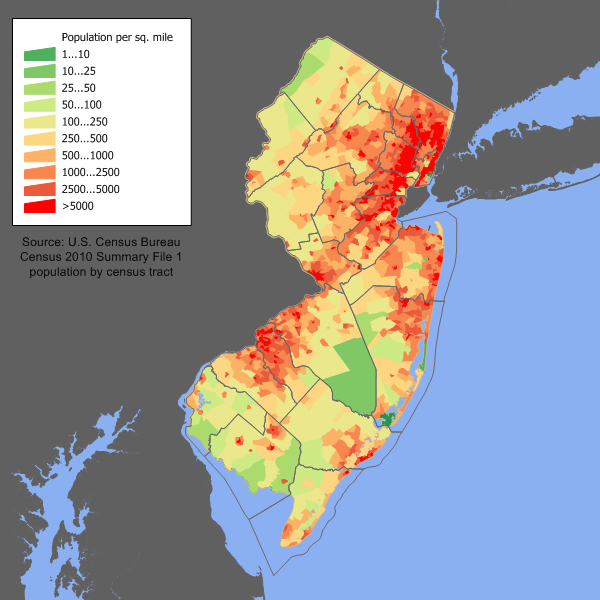
Distribuția populației în New Jersey

Rasele și etnicitățile dominate, conform recensământului din anul 2000, sunt:
- New Jersey
  - Italieni - Bergen, Morris, Somerset, Ocean, Monmouth
  - Irlandezi - Sussex
  - Negri - Essex, Union, Mercer, Hudson
  - Germani - Warren, Hunterdon
  - Polonezi/Slavi - Middlesex
  - Puerto Ricani/Hispanici - Hudson, Passaic

6.7% din populație are sub 5 ani, 24.8% au mai puțin de 18 ani iar 13.2% au 65 de ani sau mai mult. Femeile reprezintă aproximativ 51.5% din populație.

### Religie
Afilierile religioase pentru adulții din New Jersey sunt:
- Creștini – 77%
  - Romano-Catolici – 39%
  - Protestanți – 36%
    - Baptiști – 9%
    - Metodiști – 6%
    - Presbiterieni – 4%
    - Alți protestanți – 17%

  - Alți creștini – 2%
- Evrei – 6%
- Musulmani – 1%
- Alte religii (ex: hinduși) – 1%
- Atei – 16%